# Stefania Filograsso
Stefania Filograsso (Bari, 26 agosto 1984) è un'ex cestista italiana.
Playmaker di 170 cm, ha giocato con Priolo in Serie A1.

## Carriera
Nel 2006-07 ha giocato in Serie B d'Eccellenza con la Futura Licata.
Nell'agosto 2011 è ingaggiata dall'Olimpia Corato, in Serie B. Nel gennaio 2012 passa alla Futura Basket Brindisi.

## Statistiche
Dati aggiornati al 21 settembre 2011
| Stagione        | Squadra                | Competizione | Partite | Partite | Partite | Statistiche tiro | Statistiche tiro | Statistiche tiro | Altre statistiche | Altre statistiche | Altre statistiche | Altre statistiche | Altre statistiche |
| Stagione        | Squadra                | Competizione | Pres.   | Titol.  | Minuti  | Tiri da 2        | Tiri da 3        | Liberi           | Rimb.             | Assist            | Rubate            | Stopp.            | Punti             |
| --------------- | ---------------------- | ------------ | ------- | ------- | ------- | ---------------- | ---------------- | ---------------- | ----------------- | ----------------- | ----------------- | ----------------- | ----------------- |
| 2001-2002       | Trogylos Priolo        | Serie A1     | 0       | 0       | 0       | 0                | 0                | 0                | 0                 | 0                 | 0                 | 0                 | 0                 |
| 2002-2003       | Acer Priolo            | Serie A1     | 1       |         | 2       | 1/1              | 0                | 0                | 0                 | 0                 | 1                 |                   | 2                 |
| 2003-2004       | Acer Priolo            | Serie A1     | 24      |         | 201     | 7/15             | 7/27             | 4/6              | 14                | 5                 | 13                |                   | 48                |
| 2004-2005       | Acer Priolo            | Serie A1     | 18      |         | 245     | 6/18             | 14/45            | 10/11            | 14                | 3                 | 6                 |                   | 64                |
| 2005-2006       | New Wash Montichiari   | Serie A2     | 6       | 0       | 62      | 0/2              | 1/8              | 1/2              | 6                 | 1                 | 4                 | 0                 | 4                 |
| '06-gen. '07    | Futura Licata          | Serie B1     |         |         |         |                  |                  |                  |                   |                   |                   |                   |                   |
| gen. '07-'07    | Tecno Allarmi Cervia   | Serie A2     | 14      | 3       | 232     | 10/21            | 9/30             | 9/15             | 22                | 4                 | 12                | 0                 | 56                |
| 2008-2009       | Basilia Potenza        | Serie B1     |         |         |         |                  |                  |                  |                   |                   |                   |                   |                   |
| 2010-2011       | Basket Vis Monopoli    | Serie B1     |         |         |         |                  |                  |                  |                   |                   |                   |                   |                   |
| '11-gen. '12    | Olimpia Corato         | Serie B      |         |         |         |                  |                  |                  |                   |                   |                   |                   |                   |
| gen. '12-'12    | Futura Basket Brindisi | Serie B      |         |         |         |                  |                  |                  |                   |                   |                   |                   |                   |
| Totale carriera |                        |              |         |         |         |                  |                  |                  |                   |                   |                   |                   |                   |

## Palmarès
- Campionato italiano di Serie A2: 1
Montigarda Basket: 2005-06